# Campeonato Chileno de Futebol de 2019 - Segunda Divisão
O Campeonato Chileno de Futebol de Segunda Divisão de 2019 (oficialmente Campeonato Nacional AS de Primera B del Fútbol Profesional 2019) foi a 69ª edição do campeonato do futebol do Chile, segunda divisão, no formato "Primera B". Os 16 clubes jogam em turno e returno. O campeão é promovido para o Campeonato Chileno de Futebol de 2020. A segunda vaga sai de uma linguilla entre o melhores colocados da tabela, onde o vencedor desses playoffs joga duas partidas de ida e volta com o vice-campeão. O vencedor desta última partida é promovido. O último na tabela de promedios seria rebaixado para a Segunda División Profesional de 2020, terceiro escalão chileno.
Devido aos protestos ocorridos no Chile em 2019, a competição acabou sendo suspensa. Em 6 de dezembro de 2019, a ANFP decidiu declarar o Santiago Wanderers, que lideravam a competição no momento da suspensão, como campeão e promovido à divisão de elite do futebol chileno para o próximo ciclo. Também ficou decidido que a outra vaga para a Primera División de 2020 sairá de um play-off. No tocante ao rebaixamento, nenhum time foi rebaixado para a Segunda División Profesional nesta temporada.

## Participantes
| Equipe                | Cidade        | Região      | Em 2018 | Estádio                    | Capac.  | Títulos                       | Part. |
| --------------------- | ------------- | ----------- | ------- | -------------------------- | ------- | ----------------------------- | ----- |
| Barnechea             | Lo Barnechea  | Santiago    | 9º      | Municipal de Lo Barnechea  | 02.500  | 0 (não possui)                | ?     |
| Cobreloa              | Calama        | Antofagasta | 2º      | Zorros del Desierto        | 12.102  | 0 (não possui)                | 5     |
| Deportes Copiapó      | Copiapó       | Atacama     | 14º     | Luis Valenzuela Hermosilla | 08.500  | 0 (não possui)                | 17    |
| Deportes La Serena    | La Serena     | Coquimbo    | 12º     | La Portada                 | 018.500 | 3 (1957, 1987, 1996)          | 26    |
| Deportes Melipilla    | Melipilla     | Santiago    | 10º     | Roberto Bravo Santibáñez   | 06.500  | 2 (2004, 2006)                | 15    |
| Deportes Puerto Montt | Puerto Montt  | Los Lagos   | 11º     | Chinquihue                 | 10.000  | 1 (2002)                      | 25    |
| Deportes Santa Cruz   | Santa Cruz    | O'Higgins   | PRO     | Joaquín Muñoz García       | 06.000  | 0 (não possui)                | 13    |
| Deportes Temuco       | Temuco        | Araucanía   | REB     | Germán Becker              | 18.000  | 3 (1991, 2001, 2015-16)       | 16    |
| Deportes Valdivia     | Valdivia      | Los Lagos   | 4º      | Parque Municipal           | 05.000  | 0 (não possui)                | 10    |
| Magallanes            | Maipú         | Santiago    | 13º     | Luis Navarro Avilés        | 03.500  | 0 (não possui)                | 35    |
| Ñublense              | Chillán       | Bío-Bío     | 15º     | Nelson Oyarzún Arenas      | 12.000  | 1 (1976)                      | 43    |
| Rangers               | Talca         | Maule       | 8º      | Fiscal de Talca            | 16.000  | 3 (1988, 1993 1997 Apertura)  | 23    |
| San Luis              | Quillota      | Valparaíso  | REB     | Lucio Fariña Fernández     | 07.700  | 3 (1955, 1958, 2014-15, 1980) | 34    |
| Santiago Morning      | Independencia | Santiago    | 6º      | Municipal de La Pintana    | 05.000  | 3 (1959, 1974, 2005)          | 24    |
| Santiago Wanderers    | Valparaíso    | Valparaíso  | 5º      | Elías Figueroa Brander     | 21.568  | 2 (1978, 1995)                | 17    |
| Unión San Felipe      | San Felipe    | Valparaíso  | 7º      | Municipal de San Felipe    | 10.000  | 3 (1970, 2000, 2009)          | 39    |

## Temporada Regular

### Classificação
| Pos | Equipe                 | Pts | J  | V  | E  | D  | GP | GC | SG  | Classificação                            |
| --- | ---------------------- | --- | -- | -- | -- | -- | -- | -- | --- | ---------------------------------------- |
| 1   | Santiago Wanderers (C) | 46  | 27 | 13 | 7  | 7  | 40 | 26 | +14 | Promovido para a Primeira Divisão        |
| 2   | Deportes La Serena     | 43  | 27 | 12 | 7  | 8  | 35 | 27 | +8  | Classificado para a Final do Acesso      |
| 3   | Ñublense               | 42  | 27 | 11 | 9  | 7  | 38 | 32 | +6  | Classificados para o Octogonal do Acesso |
| 4   | Barnechea              | 40  | 27 | 12 | 4  | 11 | 26 | 27 | −1  | Classificados para o Octogonal do Acesso |
| 5   | Cobreloa               | 39  | 26 | 10 | 9  | 7  | 40 | 33 | +7  | Classificados para o Octogonal do Acesso |
| 6   | Deportes Melipilla     | 39  | 26 | 10 | 9  | 7  | 33 | 26 | +7  | Classificados para o Octogonal do Acesso |
| 7   | Unión San Felipe       | 39  | 27 | 11 | 6  | 10 | 30 | 30 | 0   | Classificados para o Octogonal do Acesso |
| 8   | Deportes Temuco        | 38  | 27 | 9  | 11 | 7  | 31 | 24 | +7  | Classificados para o Octogonal do Acesso |
| 9   | Deportes Copiapó       | 38  | 26 | 9  | 11 | 6  | 28 | 21 | +7  | Classificados para o Octogonal do Acesso |
| 10  | Deportes Puerto Montt  | 37  | 27 | 9  | 10 | 8  | 36 | 29 | +7  | Classificados para o Octogonal do Acesso |
| 11  | Deportes Santa Cruz    | 37  | 27 | 10 | 7  | 10 | 32 | 37 | −5  |                                          |
| 12  | Santiago Morning       | 34  | 26 | 9  | 7  | 10 | 26 | 32 | −6  |                                          |
| 13  | Rangers                | 28  | 27 | 6  | 10 | 11 | 28 | 36 | −8  |                                          |
| 14  | San Luis               | 27  | 26 | 5  | 12 | 9  | 25 | 37 | −12 |                                          |
| 15  | Magallanes             | 25  | 26 | 5  | 10 | 11 | 23 | 33 | −10 |                                          |
| 16  | Deportes Valdivia      | 19  | 27 | 4  | 7  | 16 | 30 | 51 | −21 |                                          |

## Play-offs do Acesso
- Os play-offs pela segunda e última vaga para a primeira divisão de 2020 será disputado por 9 clubes e dividido em duas etapas: na etapa inicial teremos um octogonal (ou Liguilla As.com) de três fases (quartas de final, semifinal e final) composto pelos oitos clubes colocados da terceira até a décima posição na classificação final da temporada regular; e por fim, teremos uma partida final entre o vencedor do dito octogonal e o Deportes La Serena (segundo colocado na temporada regular), cujo vencedor será promovido junto com o Santiago Wanderers para a Primera División da temporada de 2020.[4][5]
- Todos os enfrentamentos, tanto do octogonal como da definição do acesso, ocorrerão em jogos únicos e serão disputados no Estádio Nacional Julio Martínez Prádanos, em Santiago.
- Em caso de empate nas quartas de final do octogonal avança a equipe com a melhor classificação na temporada regular; na semifinal e final do octogonal e na definição do acesso, o desempate será decidido nas penalidades máximas.[4][5]
- O minitorneio teve início em 11 de janeiro[4] e tem término marcado para 23 de janeiro de 2020.[6]

### Octogonal do Acesso
|  | Quartas de final | Quartas de final      | Quartas de final |                      |       | Semifinal          | Semifinal | Semifinal |  |  | Final | Final | Final |  |
|  |                  |                       |                  |                      |       |                    |           |           |  |  |       |       |       |  |
|  | 6                | Deportes Melipilla    | 2                |                      |       |                    |           |           |  |  |       |       |       |  |
|  | 6                | Deportes Melipilla    | 2                |                      |       |                    |           |           |  |  |       |       |       |  |
|  | 7                | Unión San Felipe      | 0                |                      |       |                    |           |           |  |  |       |       |       |  |
|  | 7                | Unión San Felipe      | 0                |                      | 5     | Deportes Melipilla | 1 (3)     |           |  |  |       |       |       |  |
|  |                  |                       |                  |                      | 5     | Deportes Melipilla | 1 (3)     |           |  |  |       |       |       |  |
|  |                  |                       | 7                | Deportes Copiapó (p) | 1 (4) |                    |           |           |  |  |       |       |       |  |
|  | 4                | Barnechea             | 7                | Deportes Copiapó (p) | 1 (4) | 1                  |           |           |  |  |       |       |       |  |
|  | 4                | Barnechea             |                  |                      |       |                    |           |           |  |  |       |       |       |  |
|  | 9                | Deportes Copiapó      | 2                |                      |       |                    |           |           |  |  |       |       |       |  |
|  | 9                | Deportes Copiapó      | 2                |                      | 7     | Deportes Copiapó   | 2         |           |  |  |       |       |       |  |
|  |                  |                       |                  |                      |       |                    |           |           |  |  |       |       |       |  |
|  |                  |                       | 9                | Deportes Temuco      | 3     |                    |           |           |  |  |       |       |       |  |
|  | 3                | Ñublense              | 9                | Deportes Temuco      | 3     | 2                  |           |           |  |  |       |       |       |  |
|  | 3                | Ñublense              |                  |                      |       |                    |           |           |  |  |       |       |       |  |
|  | 10               | Deportes Puerto Montt | 1                |                      |       |                    |           |           |  |  |       |       |       |  |
|  | 10               | Deportes Puerto Montt | 1                |                      | 3     | Ñublense           | 0         |           |  |  |       |       |       |  |
|  |                  |                       |                  |                      | 3     | Ñublense           | 0         |           |  |  |       |       |       |  |
|  |                  |                       | 9                | Deportes Temuco      | 1     |                    |           |           |  |  |       |       |       |  |
|  | 5                | Cobreloa              | 9                | Deportes Temuco      | 1     | 0                  |           |           |  |  |       |       |       |  |
|  | 5                | Cobreloa              |                  |                      |       |                    |           |           |  |  |       |       |       |  |
|  | 8                | Deportes Temuco       | 2                |                      |       |                    |           |           |  |  |       |       |       |  |

#### Quartas de final
| 11 de janeiro de 2020 | Ñublense                     | 2 – 1     | Deportes Puerto Montt | Santiago                                      |  |
| 18:00                 | - Briceño 1' - Escalante 67' | Relatório | - Altamirano 52'      | Estádio: Estádio Nacional Árbitro: Piero Maza |  |

| 11 de janeiro de 2020 | Barnechea  | 1 – 2     | Deportes Copiapó     | Santiago                                           |  |
| 20:30                 | - Duma 81' | Relatório | - Quinteros 73', 85' | Estádio: Estádio Nacional Árbitro: Felipe González |  |

| 12 de janeiro de 2020 | Deportes Melipilla           | 2 – 0     | Unión San Felipe | Santiago                                     |  |
| 18:00                 | - Montecinos 15' - Rojas 67' | Relatório |                  | Estádio: Estádio Nacional Árbitro: Juan Lara |  |

| 12 de janeiro de 2020 | Cobreloa | 0 – 2     | Deportes Temuco             | Santiago                                          |  |
| 20:30                 |          | Relatório | - Taiva 50' - Cellerino 85' | Estádio: Estádio Nacional Árbitro: Julio Bascuñán |  |

#### Semifinal
| 15 de janeiro de 2020                           | Deportes Melipilla | 1 – 1 (3–4 pen.)                                    | Deportes Copiapó | Santiago                                       |  |
| 18:00                                           | - Sepúlveda 74'    | Relatório                                           | - Vazzoler 50'   | Estádio: Estádio Nacional Árbitro: Héctor Jona |  |
|                                                 |                    | Penalidades                                         |                  |                                                |  |
| - Sosa - Cortés - Lauler - Escalona - Sepúlveda |                    | - Quinteros - Munizaga - Tiznado - González - Ponce |                  |                                                |  |

| 15 de janeiro de 2020 | Ñublense | 0 – 1     | Deportes Temuco | Santiago                                           |  |
| 20:30                 |          | Relatório | - Casanova 67'  | Estádio: Estádio Nacional Árbitro: Christian Rojas |  |

#### Final
| 19 de janeiro de 2020 | Deportes Copiapó          | 2 – 3     | Deportes Temuco                             | Santiago                                              |  |
| 20:00                 | - Guajardo 47' - Vega 72' | Relatório | - Droguett 53' - Cellerino 57' - Donoso 83' | Estádio: Estádio Nacional Árbitro: Francisco Gilabert |  |

### Final do Acesso
| 23 de janeiro de 2020 | Deportes La Serena | 0-0 (4-3 pen.) | Deportes Temuco | Santiago                  |  |
| 20:00                 |                    |                |                 | Estádio: Estádio Nacional |  |

## Campeão
| Campeonato Chileno de Futebol de 2019 Segunda Divisão   | Campeonato Chileno de Futebol de 2019 Segunda Divisão |
| ------------------------------------------------------- | ----------------------------------------------------- |
| Club de Deportes Santiago Wanderers Campeão (3º título) |                                                       |